# Stor-Flogtjärnen
Stor-Flogtjärnen är en sjö i Älvdalens kommun i Dalarna och ingår i Dalälvens huvudavrinningsområde. Sjön har en area på 0,0722 kvadratkilometer och ligger 595,3 meter över havet.

## Delavrinningsområde
Stor-Flogtjärnen ingår i det delavrinningsområde (681458-139277) som SMHI kallar för Mynnar i Trängseldammen. Medelhöjden är 612 meter över havet och ytan är 17,15 kvadratkilometer. Det finns inga avrinningsområden uppströms utan avrinningsområdet är högsta punkten. Romundvasslen som avvattnar avrinningsområdet har biflödesordning 2, vilket innebär att vattnet flödar genom totalt 2 vattendrag innan det når havet efter 395 kilometer. Avrinningsområdet består mestadels av skog (92 procent). Avrinningsområdet har 0,17 kvadratkilometer vattenytor vilket ger det en sjöprocent på 1 procent.